# Łysek
Łysek – wieś sołecka w Polsce, położona w województwie wielkopolskim, w powiecie konińskim, w gminie Wierzbinek, nad Notecią.
| SIMC    | Nazwa        | Rodzaj    |
| ------- | ------------ | --------- |
| 0299401 | Chrząszczewo | część wsi |
| 0299418 | Lucjanowo    | część wsi |
| 0299430 | Zalesie      | część wsi |

W sąsiedztwie wsi znajduje się stanowisko pomiarowe na 339,1 km biegu Noteci.
W latach 1975–1998 miejscowość administracyjnie należała do województwa konińskiego. W roku 2009 wieś wraz z miejscowością Łysek-Sosnówka liczyła 348 mieszkańców, w tym 168 kobiet i 180 mężczyzn.
W gminnej ewidencji zabytków ujęty jest dom murowano-gliniany z czwartej ćwierci XIX wieku.